# Zaimokuza
Zaimokuza (材木座) est une région de Kamakura au Japon qui longe la mer du cap Iijima près du port de Kotsubo (en) jusqu'à l'estuaire de la Nameri-gawa. La relation entre le nom de la plage et ses régions voisines est complexe. Bien que Yuigahama (en) couvre en fait l'ensemble des 3,2 km de plage qui vont de Inamuragasaki jusqu'au cap Iijima de Zaimokuza, le nom est généralement utilisé pour indiquer la seule moitié ouest de la Nameri-gawa, tandis que la moitié orientale est appelée plage de Zaimokuza (材木座海岸). C'est la raison pour laquelle, bien que la plage donne son nom à la seule partie ouest de la zone de bord de mer, les traces du nom Yuigahama se trouvent également dans Zaimokuza (par exemple dans Yui Wakamiya, nom officiel de Moto Hachiman.
En prévision d'un voyage en Chine, Minamoto no Sanetomo y aurait fait construire un gros navire mais n'aurait pu naviguer à cause de la faible profondeur de la baie de Sagami. Durant l'époque de Kamakura, Zaimokuza est un port d'escale très actif pour le commerce du bois d'œuvre et une grande partie du matériel pour la construction des célèbres temples et sanctuaires de Kamakura y transite. C'est là en effet l'origine de son nom : Zaimoku signifie bois et le za est la guilde des marchands de bois et d'artisans de la région qui desservent les hommes d'affaires et les temples. Lorsque la marée est basse, à l'extrémité ouest de la plage sont encore visibles les restes de l'île Wakae (Wakae-jima (en)), plus ancienne île artificielle dans le pays et le port qui a servi à la fois Zaimokuza et Kamakura.

## Sites historiques
- Wakae-jima (en) - restes d'un port médiéval
- Moto Hachiman, emplacement original du Tsurugaoka Hachiman-gū
- Kōmyō-ji

## Source de la traduction
- (en) Cet article est partiellement ou en totalité issu de l’article de Wikipédia en anglais intitulé « Zaimokuza » (voir la liste des auteurs).